# Tomasz Grodzki
Tomasz Paweł Grodzki, né le 13 mai 1958 à Szczecin (Poméranie-Occidentale), est un médecin, chirurgien et homme d'État polonais.
Membre du parti libéral Plate-forme civique (PO), il est sénateur de la circonscription de Szczecin depuis 2015 et président de la haute assemblée polonaise entre 2019 et 2023.

## Biographie

### Carrière professionnelle
Tomasz Grodzki a fait ses études secondaires à Szczecin à l'université de médecine de Poméranie, dans sa ville natale, où il a notamment obtenu son doctorat en 1991. Il y est devenu professeur de sciences médicales dix-neuf ans plus tard, en 2010.

### Activité politique
Pendant ses études, Tomasz Grodzki fréquente l'Union socialiste des étudiants polonais (SZSP) où il siège comme membre du conseil universitaire.
Lors des scrutins municipaux de 2006, de 2010 et de 2014, il est élu conseiller municipal de Szczecin sur les listes de la PO. Candidat aux élections européennes de 2014, il recueille 26 863 voix mais n'est pas élu député européen. 
Après avoir obtenu l'investiture de la PO, il brigue avec succès un siège de sénateur lors des élections parlementaires du 25 octobre 2015 dans sa ville natale, où il obtient 69 887 suffrages.
En septembre 2019, Małgorzata Kidawa-Błońska annonce qu'elle compte proposer Tomasz Grodzki comme ministre de la Santé dans l'hypothèse d'une victoire de la Coalition civique aux élections parlementaires du mois suivant. Lui-même candidat à un second mandat de sénateur, il est réélu avec 149 245 voix mais voit son camp défait par la majorité national-conservatrice sortante.
Le 8 novembre 2019, il est désigné candidat de la Coalition civique, du Parti paysan polonais et de La Gauche à la présidence du Sénat. Quatre jours plus tard, à la surprise générale, il est élu président de la chambre haute par 51 suffrages contre 48 au sortant Stanisław Karczewski. Sa victoire est perçue comme un succès pour l'opposition parlementaire, qui renforce ainsi sa capacité à « freiner » les projets législatifs du gouvernement nationaliste de Mateusz Morawiecki.